# Trương An
Trương An (1922–2011), tên thường gọi là Hiền, bí danh Thu, bút danh An Châu, là một nhà cách mạng Việt Nam, nguyên Bí thư các tỉnh Khánh Hòa, Gia Lai – Kon Tum, Gia Lai.

## Cuộc đời
Trương An sinh năm 1922 ở tỉnh Quảng Trị. Theo Bảo tàng tỉnh Gia Lai, ông quê ở xã Vĩnh Sơn, huyện Vĩnh Linh, còn theo ghi chép của nhà thơ Bùi Thị Xuân Mai (em vợ ông) thì quê ở xã Trung Sơn, huyện Gio Linh.

### Hoạt động cách mạng
Ngày khi mới 12 tuổi, ông đã tham gia các phong trào đấu tranh do các tổ chức cách mạng phát động. Ông lần lượt thành lập Ban vận động học sinh bãi khóa, tham gia tổ chức Thanh niên Phản đế, Thanh niên Dân chủ,... Năm 1935, ông làm liên lạc cho các Đảng viên Cộng sản thuộc Tỉnh ủy Quảng Trị, tham gia rải truyền đơn và vận động bãi thị ở Cam Lộ. Năm 1936, ông bị bắt và kết án 3 năm tù treo. Năm 1937, ông lại bị bắt và bị kết án 6 tháng tù giam vì tội truyền bá Quốc ngữ.
Năm 1938, sau khi mãn hạn tù, ông được rút vào hoạt động bí mật, hoạt động khắp các tỉnh từ Quảng Trị đến Thừa Thiên, Đà Nẵng, Quảng Nam, Quảng Ngãi, Khánh Hòa,... Năm 1939, ông cho thành lập nhóm "Thanh niên Ngã tư" gồm Nguyễn Hữu Tú, Nguyễn Lương Thúy, Nguyễn Như Gia là chi bộ đầu tiên của huyện Hòa Vang (Đà Nẵng). Giữa năm 1940, ông được Xứ ủy điều ra Nghệ An tham gia biên soạn báo Bẻ Xiềng Sắt của Xứ ủy Trung Kỳ và Tỉnh ủy Nghệ An, thường xuyên cùng Bí thư Tỉnh ủy Trần Mạnh Quỳ đi tiếp xúc với người dân ở các huyện Diễn Châu, Nghi Lộc, Hưng Nguyên để thu thập tin tức.
Cuối năm 1940, ông được điều vào Quảng Nam, hoạt động cùng Lê Chưởng, Ngô Quang Tám, Võ Toàn, Nguyễn Sắc Kim, Trương Hoàn,... Tháng 10, ông cùng Hồ Tỵ than tham dự Hội nghị đại biểu Đảng bộ tỉnh Quảng Nam ở Chùa Hang (Tam Nghĩa, Quảng Nam) với tư cách phái viên của Xứ ủy. Hội nghị đã bầu ra Tỉnh ủy chính thức gồm Hồ Tỵ, Võ Toàn, Nguyễn Sắc Kim, Trương An, Huỳnh Cự do Hồ Tỵ làm Bí thư. Ông được phân công phụ trách công tác tuyên truyền, huấn luyện kiêm Trưởng ban biên tập báo Khởi Nghĩa – cơ quan ngôn luận của Tỉnh ủy.
Tháng 7 năm 1941, Trương An được Tỉnh ủy giao nhiệm vụ phát triển cơ sở ở Điện Bàn, Hòa Vang và tìm cách ra Đà Nẵng để liên lạc với Xứ ủy Trung Kỳ. Tháng 8, ông di chuyển từ Huế ra Quảng Trị, tới đây thì biết được Xứ ủy Trung Kỳ đã bị vỡ. Theo sự hướng dẫn của Lê Thị Nhồng (vợ của Phan Đăng Lưu), ông ra miền Bắc để liên lạc với Trung ương. Tại Chèm (Hà Nội), ông đã báo cáo lại tình hình cho Trường Chinh, Hoàng Văn Thụ, Hoàng Quốc Việt, Trần Đăng Ninh và được Hoàng Văn Thụ giao nhiệm vu xây dựng lại Xứ ủy cùng Lê Chưởng và Trương Hoàn. Tháng 9, Xứ ủy lâm thời Trung Kỳ được thành lập tại Gia Đẳng (Triệu Lăng, Triệu Phong, Quảng Trị) do Lê Chưởng làm Bí thư, Trương Hoàn, Võ Toàn và Trương An làm Xứ ủy viên. Do bị đánh phá, Xứ ủy di chuyển đến La Thọ (Điện Bàn, Quảng Nam), rồi sang Hòn Tàu (nằm giữa hai huyện Duy Xuyên và Quế Sơn, Quảng Nam).
Đầu năm 1942, Tỉnh ủy Quảng Nam và Xứ ủy Trung Kỳ lại bị vỡ. Ngày 23 tháng 6, ông bị chính quyền thực dân bắt ở Nghệ An và bị kết án 18 năm tù khổ sai. Ban đầu, ông bị giam giữ tại nhà tù Hỏa Lò, sau đó liên tục bị áp giải sang các nhà tù khác để tra tấn. Năm 1943. ông bị phán tử hình nhưng được giảm nhẹ xuống còn chung thân, bị đày ra Côn Đảo.

### Hoạt động kháng chiến
Cách mạng Tháng Tám thành công, tháng 9 năm 1945, ông cùng hai nghìn tù chính trị Côn Đảo được chính quyền cách mạng đón về đất liền. Ban đầu, ông hoạt động ở các tỉnh Cần Thơ, Mỹ Tho, Biên Hòa. Được một thời gian ngắn, ông và Bùi Định (Nguyễn Mô) được Xứ ủy Trung Bộ điều về bổ sung cho Tỉnh ủy Khánh Hòa (lúc này chỉ còn Mai Dương và Võ Phước Lý) làm Thường vụ Tỉnh ủy phụ trách công tác tuyên truyền. Tháng 4 năm 1946, ông phụ trách tờ báo Thắng của Đảng bộ tỉnh. Khoảng 1948, ông là Phó Bí thư lâm thời Tỉnh ủy Khánh Hòa. Ngày 13 tháng 2 năm 1949, sau khi Bí thư Trần Quỳnh được điều về Khu ủy, Tỉnh ủy tổ chức Hội nghị cán bộ bất thường bầu Trương An làm Bí thư Tỉnh ủy.
Sau một thời gian ngắn, ông được Khu 5 điều khỏi tỉnh Khánh Hòa nhận công tác khác. Năm 1951, ông ra Việt Bắc tham dự Đại hội đại biểu Đảng toàn quốc lần thứ hai. Tiếp đó, ông được giao nhiệm vụ Chính ủy Trung đoàn 120 Tây Nguyên. Tháng 3 năm 1952, ông là Bí thư Ban Cán sự Đảng tỉnh Gia Kon kiêm Chính ủy Trung đoàn 120, dưới quyền Trung đoàn trưởng Nguyễn Tuấn Tài, ban lãnh đạo Trung đoàn còn có Phan Bá, Võ Trung Thành, Nguyễn Hồng Ưng. Ông cùng Trung đoàn 120 đã tham gia nhiều trận chiến quan trọng như Chiến dịch An Khê, Chiến dịch phản công cuộc hành quân Atlante và mở hướng phối hợp cho Chiến dịch Điện Biên Phủ.
Sau khi Hiệp định Genève được ký kết, ông cùng Võ Trung Thành, Nguyễn Hồng Ưng được giao phụ trách tuyển chọn, sắp xếp bộ máy cán bộ ở lại miền Nam. Tháng 10 năm 1954, Liên khu 5 chỉ định Tỉnh ủy Gia Lai gồm Trương An, Võ Trung Thành, Phạm Chánh, Đỗ Hằng, Siu Nang, do Trương An làm Bí thư Tỉnh ủy. Tháng 5 năm 1955, ông được rút về Khu ủy.

### Cuối đời
Sau khi nghỉ hưu, ông cùng gia đình chuyển về Thành phố Hồ Chí Minh. Ông mất năm 2011.

## Gia đình
Tháng 6 năm 1948, trong thời gian hoạt động ở Đà Nẵng, ông kết hôn với bà Đặng Thị Kim, Ủy viên Ban Chấp hành lâm thời Thị ủy Nha Trang, cháu họ Tổng bí thư Trường Chinh. Tháng 8 cùng năm, trên đường đi công tác ở huyện Vĩnh Xương (nay thuộc Nha Trang), do bị nhận diện, bà Kim bị quân Pháp bắt được và thủ tiêu.
Năm 1953, khi đang chỉ huy Trung đoàn 120 đóng quân ở huyện Vĩnh Thạnh (được chuyển từ tỉnh Bình Định sang tỉnh Gia Kon), ông quen biết với bà Bùi Thị Xuân Lâm, con gái của Bí thư Huyện ủy Vĩnh Thạnh. Khi mới tìm hiểu, do đang giữ chức vụ quan trọng, ông phải báo cáo chuyện tình cảm lên Khu ủy Khu 5 và phải được Khu ủy cho phép (sau một thời gian điều tra nhân thân) mới được tiếp tục theo đuổi bà Lâm. Hai người kết hôn vào tháng 3 năm 1954.

## Tác phẩm
- Những chuyện khó quên trong giai đoạn 1935-1945 (ký ức cách mạng) (2004)

## Vinh danh
- Huân chương Độc lập hạng Ba, hạng Nhất[2]
- Huân chương Kháng chiến hạng Nhất[2]
- Huân chương Hồ Chí Minh[2]